# Idiazabal (fromage)
L'idiazabal est un fromage élaboré dans la Communauté autonome basque et en Navarre (excepté dans les communes de la vallée de Roncal) avec du lait de brebis cru des races latxa et carranzana. C'est un fromage gras avec une maturation minimale de soixante jours, pesant entre 1 et 3 kg, pressé et non cuit.
Il est déclaré patrimoine gastronomique européen.

## Caractéristiques
- Forme cylindrique, avec des faces sensiblement plates ;
- Une hauteur de 8 à 12 cm ;
- Un diamètre entre 10 et 30 cm ;
- Poids entre 1 et 3 kg ;
- La peau est dure, de couleur jaune pâle pour ceux non fumés et brun foncé pour les fromages fumés ;
- La pâte est compacte, de couleur variable : du blanc à l'ivoire jaunâtre, pouvant présenter de petits trous inégaux en faible quantité ;
- Le pourcentage de matière grasse n'est pas inférieur à 45 % sur l'extrait sec ;
- Extrait sec au moins 55 % ;
- P.H. entre 4,9 et 5,5 ;
- La protéine totale doit être d'au moins 25 sur les E.S.

## Saveur
La saveur du fromage Idiazabal est intense, fondante en bouche, équilibrée, propre et consistante avec un caractère marqué « au lait mûri de brebis » et quelque chose à la saveur de présure naturelle pourvu qu'il ait été affiné le temps suffisant. Il a un ton piquant et il doit y avoir absence d'amertume. Sa salinité est moyenne.
Après une dégustation, il laisse un relent persistant de sa saveur caractéristique.

## Odeur
Le fromage Idiazabal doit avoir un parfum intense, perçant et propre. Il doit y avoir une absence de parfums étranges.

## Texture
C'est un fromage compact avec une élasticité qui n'est pas très prononcée, assez ferme, où on peut trouver de la granularité à la mastication, sans être grumeleux.
S'il a plus de maturation, il aura moins d'humidité, et par conséquent moins d'élasticité et une texture plus fragile et dure.

## Élaboration
Environ sept litres de lait pur de brebis, non pasteurisé, sont nécessaires pour élaborer un kilogramme de fromage bien mature. Le lait est lentement réchauffé dans des cuves d'acier inoxydable pour arriver à une température de 30 °C.
On ajoute la présure propre, sèche, triturée et mélangée avec du sel. Le lait se coagule (caille) en une demi-heure jusqu'à former une pâte souple qui est coupée en morceaux de la taille d'un grain de maïs. Les grains sont lentement agités et on augmente la température de la cuve lentement pour approcher les 37 °C. On prétend ainsi extraire la plus grande quantité possible de petit lait et conserver seulement les substances alimentaires du lait ; c'est-à-dire sa matière grasse et les protéines.
Quand les grains ont suffisamment durci, on interrompt le chauffage et on attend que les grains se déposent au fond de la cuve, couverte par le petit lait.
On met la pâte dans des moules qui sont marqués avec un numéro unique par fromage. On obtient ainsi le suivi de chaque pièce.
Les opérations suivantes sont le passage à la presse, puis le saumurage et enfin l'affinage dans une cave de maturation à une température qui oscille entre 8 et 15 °C et avec une humidité relative entre 80 % et 95 %.
Tout au long du processus qui dure au moins deux mois, l'acidité augmente, aidant ainsi à sa conservation. Le délai optimal pour obtenir la meilleure qualité est de quatre à huit mois.
Selon la zone, une pratique répandue est le fumage du fromage. Par contre à Urbasa, Entzia et en d’autres endroits, on n'utilise pas cette technique.
La conservation doit s'effectuer à une température stable, entre 10 et 12 °C, et en respectant une humidité adéquate.

## Dénomination d'origine
Le 1er octobre 1987, le ministère de l'Agriculture, de la Pêche et de l'Alimentation espagnol ratifie la Dénomination d'Origine Idiazabal. Sont protégés par cette Dénomination d'Origine quelque 500 élevages et plus de 100 fromageries, dont la plupart élaborent le fromage avec le lait de leur propre exploitation exclusivement. La production du lait et l'élaboration du fromage sont exclusivement développées dans le Pays basque et le Royaume de Navarre (sauf dans la zone de la vallée de Roncal, qui possède sa propre dénomination d'origine). Le règlement de la Dénomination d'Origine Idiazabal et de son Conseil Régulateur a été approuvé par Ordre du 30 novembre 1993, du Ministère de l'Agriculture, pêche et Alimentation, modifiée par l'Ordre du 23 mars 1999, Ordre APA/1855/2002, du 4 juillet et Ordre APA/2943/2007, du 27 septembre.
Il a été également inscrit comme appellation d'origine protégée (AOP) dans le Registre communautaire de dénominations d'origine protégées et d'indications géographiques.

## Production annuelle
Au sein de toutes les exploitations sont produits approximativement chaque année 7 000 000 litres de lait, se transformant en plus de 1 000 tonnes de fromage.
En 2004, l'Idiazabal représentait 8 % des fromages AOP produits en Espagne, en tonnes. Il est peu exporté : sur près de 1 300 tonnes d'Idiazabal commercialisées en 2004, 93 % étaient destinés au marché intérieur espagnol.

## Valeur nutritionnelle
Valeur nutritive:
| Nutriment | Quantité |
| --------- | -------- |
| Protéine  | 21 g     |
| Graisse   | 33 g     |
| Sel       | 1,8 g    |
| Calcium   | 1 873 mg |
| Phosphore | 817 mg   |
| Énergie   | 385 mg   |

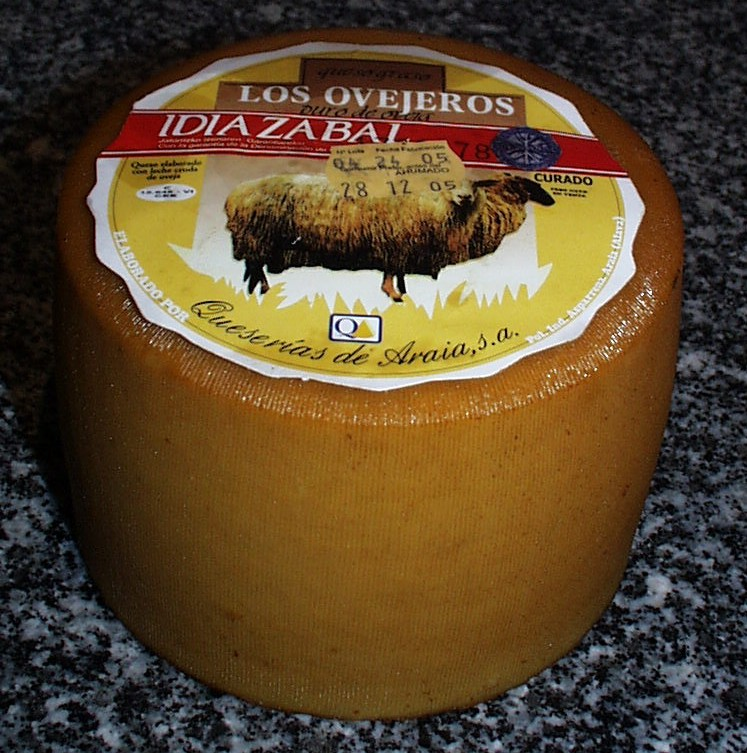
Fromage Idiazabal fumé.

Contribution aux nécessités quotidiennes d'alimentation pour 100 g de fromage.
| Nutriment | 4-6 ans | Homme 30-60 ans | Femme 30-60 ans |
| --------- | ------- | --------------- | --------------- |
| Énergie   | 24 %    | 16 %            | 20 %            |
| Protéine  | 81 %    | 38 %            | 46 %            |
| Calcium   | 22 %    | 180 %           | 180 %           |
| Phosphore | 150 %   | 150 %           | 150 %           |

Vu son apport important en calcium, le fromage Idiazabal est un aliment adapté pour prévenir l'ostéoporose. Vu son contenu d'hydrates de carbone et son pouvoir d'augmentation de sécrétion de la salive, il contribue à la prévention de la carie dentaire en empêchant la croissance de certains des micro-organismes qui la provoquent.

## Concours de fromages de brebis Latxa d'Ordizia
- En 2009, la chaîne de supermarchés Super Amara a doté d'un prix de 12 000 € le demi-fromage primé par le concours. Il avait été produit par la famille Ansola de la ferme Mausitxa d'Elgóibar[5].
- En 2007, l'entreprise Divinus Catering, traiteur organisateur de réceptions, a doté d'un prix de 6 400 € le  demi-fromage du berger Jesús Ansola Juaristi, gagnant du concours. Le reste du fromage a été consommé par les membres du jury[6].
- En 2006, le restaurant le Caserón d'Armentia a doté d'un prix de 6 200 € le demi-fromage du gagnant du concours, J. Aranburu[7].
- En 2004, le prix a été de 12 100 € pour le demi-fromage primé.